# Leea zippeliana
Leea zippeliana är en vinväxtart som beskrevs av Friedrich Anton Wilhelm Miquel. Leea zippeliana ingår i släktet Leea och familjen vinväxter. Inga underarter finns listade i Catalogue of Life.